# Анатолий Чубайс
Анатолий Борисович Чубайс (на руски: Анато́лий Бори́сович Чуба́йс) е руски политик (роден в Беларус) от обкръжението на експрезидента Борис Елцин и настоящ стопански ръководител.
Произхожда от семейство на служещи. Баща му е ветеран от Втората световна война, офицер от запаса и преподавател по марксизъм-ленинизъм във висши училища.
Чубайс е главният идеолог и осъществителят на приватизацията в Русия. Работил е в администрацията на президента на Русия Борис Елцин.
Понастоящем е генерален директор на Руската нанотехнологична корпорация (от 22 септември 2008 година).
Известен е в Русия с крилатата си фраза от 1992 г. Две „Волги“ за ваучер, както и с изказването си за Достоевски в интервю за вестник „Файненшъл таймс“ през 2004 г.:
| „ | Знаете ли, препрочитах Достоевски през последните три месеца. И изпитвам почти физическа ненавист към този човек. Той определено е гений, но неговата представа за руския, като за избран, свят народ, неговият култ към страданието и този фалшив избор, който предлага, предизвиква в мен желание да го разкъсам на парчета. | “ |

На 31 юли 2022 г. Чубайс беше хоспитализиран в тежко състояние в Италия, където почива няколко седмици на остров Сардиния, със съмнение за Синдром на Гилен-Баре.